# 瓦西里·拉扎列夫
瓦西里·格里戈里耶维奇·拉扎列夫（俄语：Васи́лий Григо́рьевич Ла́зарев，羅馬化：Vasily Grigoryevich Lazarev，1928年2月23日—1990年12月31日）是一位苏联宇航员，是苏联第26位宇航员，世界第64位宇航员。他曾一次前往太空，还曾经历联盟18A任务中的亚轨道飞行。

## 宇航员生涯
瓦西里·拉扎列夫于1928年2月23日出生于苏联俄罗斯苏维埃社会主义共和国阿尔泰边疆区波罗希诺村（今属于俄罗斯联邦阿尔泰边疆区克特马诺沃区）。1946年高中毕业后进入斯维尔德洛夫斯克医学院，1951年毕业。随后在萨拉托夫军事医学研究所学习一年，于苏联空军第30航空军第336航空营担任军医。1954年于哈尔科夫高级军事航空飞行员学校毕业并获得了战斗机飞行员的资格，随后成为苏联空军科学研究所的试飞员。1962年，在作为高级试飞员的同时成为国家航空航天医学研究所的医师。同年，参与伏尔加号平流层气球的试飞，并作为平流层跳跃实验的预备乘组。
1964年5月，瓦西里·拉扎列夫被招募为上升计划的宇航员。1964年10月，担任上升1号后备（第二）乘组的医生。1966年至1967年，他参加了研发高超音速空天飞机的螺旋计划。1967年至1969年，他参与了军事太空站金刚石计划的训练。1970年6月，担任联盟9号后备（第二）乘组的指令长。
1973年9月27日，瓦西里·拉扎列夫以指令长身份与苏联宇航员奥列格·马卡罗夫搭乘联盟12号升空。这是联盟11号事故后苏联的首次载人航天任务，主要任务为测试避免舱内减压的猎鹰宇航服。此外，他们的任务还有分别使用多光谱相机与标准相机拍摄地球资源照片并进行对比。他们乘坐的联盟12号飞船同时也是首款联盟7K-T型飞船，该型飞船未安装太阳能电池板，而是完全由电池供电:216-218。苏联、俄罗斯宇航员发射前会观看电影《沙漠白日》以祈求好运，据说也是从联盟12号发射开始的传统 。同年10月，瓦西里·拉扎列夫被授予苏联英雄、列宁勋章与苏联宇航员称号，晋升上校军衔。
1975年1月，瓦西里·拉扎列夫担任联盟17号后备乘组的指令长，再次与奥列格·马卡罗夫搭档。
1975年5月4日，瓦西里·拉扎列夫以指令长身份，再次与奥列格·马卡罗夫搭乘联盟18A升空。在火箭后发射后288秒，火箭一级分离的爆炸螺栓部分提前点火，导致本应分离的一级火箭仍然连接。沉重且不稳定的一级火箭引起空气阻力增加，从而致使飞行摆动角度过大，飞船自动启动逃逸程序，返回舱沿弹道轨迹返回地面。飞船到达的最高高度为192公里。乘组成员承受了14至15个G的过载，峰值达到21.3G:226-227:186-187。在再入过程中，瓦西里·拉扎列夫在高加速度下受伤。飞船随后落在西西伯利亚山区，救援人员第二天将两位宇航员救出:227-230。随后瓦西里·拉扎列夫被授予列宁勋章。
1978年，瓦西里·拉扎列夫参与了联盟T型飞船的飞行训练，并在1979年并任命为预计于1980年底发射的联盟T-3的指令长。但在1980年5月，由于礼炮6号空间站的热控系统出现问题，飞船任务从医学研究调整为维修，乘组名单发生调整，瓦西里·拉扎列夫被改为担任后备乘组的指令长。联盟T-3于1980年11月发射:343-345。
1985年11月，瓦西里·拉扎列夫因伤病退出宇航员部队，转为预备役，在加加林宇航员培训中心工作。之后在全苏知识协会工作。1990年12月死于酒精中毒。埋葬在星城附近。

### 太空任务总计
| # | 发射载具 | 发射时间（UTC）       | 返回载具 | 着陆时间（UTC）       | 时长总计    | 舱外活动次数 | 舱外活动时长 |
| - | -------- | --------------------- | -------- | --------------------- | ----------- | ------------ | ------------ |
| 1 | 联盟12号 | 1973年9月27日12时18分 | 联盟12号 | 1973年9月29日11时33分 | 1日23时15分 | 0            | 0            |
| 2 | 联盟18A  | 1975年5月4日11时04分  | 联盟18A  | 1975年5月4日11时26分  | 0日0时21分  | 0            | 0            |
|   |          |                       |          |                       | 1日23时36分 | 0            | 0            |

## 荣誉
- 苏联英雄（1973年10月2日）
- 列宁勋章（1973年10月2日、1975年4月）
- 苏联宇航员（俄语：Лётчик-космонавт СССР）（1973年10月2日）